# Collectors classics
Collectors classics is een muziekalbum van The Cats uit 1972. Een bijzonder kenmerk aan deze elpee is dat hij slechts vanaf één kant bespeelbaar is.

## Achtergrond
Deze halve elpee werd uitgebracht door het platenlabel Durlaphone, terwijl het vaste platenlabel in die tijd Imperial (Bovema) was. Het werk op de halve elpee bevat de drie singles uit de beginperiode van The Cats, toen er van de Palingsound nog geen sprake was. Ze namen de muziek op bij/voor Durlaphone.
Op Collectors classics staan onder meer Juke-box, Somewhere over the rainbow en Ave Maria no morro, drie singles uit 1965 waarvan Somewhere van de hand van Arnold Mühren is en het eerste eigen nummer is dat ooit op single verscheen. Mühren schreef daar ook de B-kant van, I'm ashamed to tell, dat eveneens op Collectors classics verscheen.

## Nummers
| Nummer | Naam                       | Geschreven door                                    | Duur | Opmerkingen                          |
| ------ | -------------------------- | -------------------------------------------------- | ---- | ------------------------------------ |
| A1     | Ave Maria no morro         | Herivelto Martins                                  | 2:47 |                                      |
| A2     | Juke-box                   | Bert Berns en Phil Medley                          | 2:40 |                                      |
| A3     | Somewhere over the rainbow | Harold Arlen en Yip Harburg                        | 3:26 |                                      |
| A4     | I'm ashamed to tell        | Arnold Mühren                                      | 2:26 | Het eerste eigen nummer van The Cats |
| A5     | A fool never learns        | Sonny Curtis                                       | 2:22 |                                      |
| A6     | Goodbye my love            | Robert Mosley, Lamar Simington en Leroy Swearingen | 3:00 |                                      |
| B-kant | leeg                       | leeg                                               | leeg | Eenzijdig afspeelbaar                |